# Сулимирский, Тадеуш
Тадеуш Юзеф Мариан Сулимирский (пол. Tadeusz Józef Marian Sulimirski, 1 апреля 1898, с. Кобыланы, Подкарпатское воеводство — 20 апреля 1983, Лондон) — польский археолог, доцент Львовского и профессор (с 1936 г.) Краковского университетов; доктор права и доктор философии, историк, почетный доктор Ягеллонского университета и ректор польского университета за рубежом в г. Лондоне. Один из пионеров и ведущих специалистов своего времени в археологии степных кочевников, в частности киммерийцев, скифов и сарматов.

## Биография
Он был сыном Вита Сулимирского герба «Любича» (10.10.1874-11.04.1943) и Октавии Пешинской герб Холева (22.03.1877-8.04.1959).
Служил в 9-м полку Малопольских улан Войска Польского, участвовал в Польско-советской войне. 2 января 1932 года был повышен до звания поручика резервной кавалерии польской армии. В 1934 году он стал офицером запаса 2-го танкового полка в Журавице, ротмистром.
Высшее образование получил в Львовском университете.
За работу по предыстории (доисторической эпохи) и антропологии во Львовском университете получил степень доктора права и доктора философии. Был сотрудником Комиссии антропологии и предыстории Польской академии знаний. В 1933—1936 годах был преподавателем во Львовском университете.
В 1929 г. и позднее способствовал наполнению фондов Волынского краеведческого музея.
Является выдающимся исследователем бронзового и железного веков Галиции (известные работы):
- (пол.) «Kultura wysocka», 1931;
- (пол.) «Scytowie na zachodnim Podolu», 1936

и др..
В 1936 г. переехал в Краков, где стал профессором доисторической археологии Ягеллонского университета.
В 1939 г. из-за событий Второй мировой войны эмигрировал в Лондон.
В 1941 г. стал в Великобритании генеральным секретарём Министерства образования польского правительства в изгнании.
В 1940—1942 гг. был редактором «Западно-славянского бюллетеня» (пол. Biuletyn Zachodnio-Słowiański).
С 1958 г. — профессор археологии Центральной и Восточной Европы в Институте археологии Лондонского университета.
Был корреспондентом статей в международных журналах и вёл энциклопедическую работу, написал несколько публикаций по доисторической эпохе Центральной и Восточной Европы.
Наибольшую популярность он получил по исследованию сарматов (известная работа):
- (англ.) «The Sarmatians» (vol. 73 in series «Ancient People and Places») Лондоне: Thames & Hudson, 1970.

Был членом:
- Львовского научного общества[пол.][1];
- Лондонского общества антикваров,
- Королевского антропологического института Великобритании и Ирландии,
- Польского общества археологии и нумизматики,
- Лондонско-Кембриджского общества предыстории[источник не указан 1548 дней].

## Семья
5 февраля 1921 г. он заключил брак с Ольгой Лепковской герба «Домброва» (30.04.1899-14.02.1997). От этого брака имел пятерых детей:
- Филиция Октавия (1921—2008),
- Мария (1923—2007),
- Витольд (1933-10.02.2016),
- Кароль Ян (1936) и
- Ежи Гвальберт (1937).

## Награды
1. Крест Храбрых[1];
2. Крест Храбрых[1].

## Работы
- Сарматы. Древний народ юга России / Пер. с англ. Т. Китаиной (The Sarmatians). Серия «Загадки древних цивилизаций» — М.: изд. ЗАО «Центрполиграф», 2008—191 с. — ISBN 978-5-9524-3712-8, 978-5-9524-3002-0 (рус.)
- Kurhany komarowskie, Stanisławów, 1939. (пол.)
- The Sarmatians (vol. 73 in series «Ancient People and Places») London: Thames & Hudson, 1970. (przetłumaczono na polski i wydano jako Sarmaci w 1979 przez PIW w serii Rodowody Cywilizacji). (англ.) (пол.)
- Kultura wysocka, 1931, (пол.)
- Polska przedhistoryczna, vol. 1 (1955), vol. 2 (1959) — on Prehistoric Poland.